# Arturo Tolentino

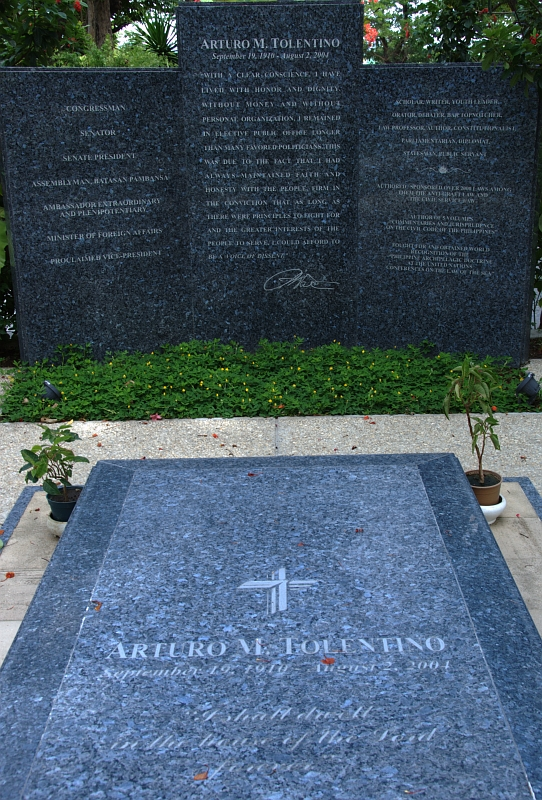
Grabstein von Arturo Tolentino auf dem Nationalfriedhof Libingan ng mga Bayani in Manila

Arturo Modesto Tolentino (* 19. September 1910 in Manila; † 2. August 2004 ebenda) war ein philippinischer Politiker.

## Biografie

### Studium und berufliche Laufbahn
Nach dem Schulabschluss an der Manila East High School studierte er von 1928 bis 1928 Rechtswissenschaften am College of Law der University of the Philippines (UP) und beendete dieses ebenso cum laude wie die anschließende Zulassung zum Rechtsanwalt. Während seiner Zeit als Student war er auch Chefredakteur der Studentenzeitung "The Philippine Collegian". Danach war er als Rechtsanwalt tätig und studierte daneben Philosophie an der UP und schloss dieses auch cum laude 1938 mit einem Bachelor of Arts (B.A. Philosophy) ab. Im Anschluss absolvierte er ein Postgraduiertenstudium der Rechtswissenschaften an der University of Santo Tomas und erwarb dort einen Master of Laws (LL.M.) sowie einen Doktortitel in Zivilrecht (Doctor of Civil Law, D.C.L.) mit Auszeichnungen.
Später wurde er Professor für Rechtswissenschaften an der University of the Philippines, University of Santo Tomás, University of the East, University of Manila, Arellano University, Far Eastern University, Manila Law College, Philippine Law School, San Beda College und dem Quezon College.

### Abgeordneter und Senator
Tolentino begann seine politische Laufbahn als Kandidat der Nacionalista Party (NP) 1949 mit der Wahl zum Abgeordneten des Repräsentantenhauses der Philippinen (Kapulungán ng mgá Kinatawán ng Pilipinas or Mababang Kapulungan ng Kongreso) gewählt und vertrat dort bis 1957 die Interessen des Wahlkreises III (3rd District) von Manila.
Im Anschluss wurde er 1957 zum Mitglied des Senats (Senado ng Pilipinas) gewählt, dem er bis zur Verhängung des Kriegsrechts durch Präsident Ferdinand Marcos im Jahr 1972 angehörte.
Als führender Politiker der NP galt er als aussichtsreicher Kandidat seiner Partei bei den Präsidentschaftswahlen 1965, musste allerdings diese Absicht aufgeben, nachdem der populäre Senatspräsident Marcos wegen Meinungsverschiedenheiten aus der Liberal Party austrat und der NP beitrat und deren Präsidentschaftskandidat wurde. Dann wurde Tolentino für kurze Zeit als Majority Floor Leader Führer der Mehrheitsfraktion im Senat, ehe er zwischen 1965 und 1966 dann nach der Wahl von Marcos zum Präsidenten dessen Nachfolger als Präsident des Senats war. Tolentino war ein anerkannter Fachmann für Fragen der Verfassung der Philippinen und legte im Laufe seiner parlamentarischen Laufbahn rund 2000 Gesetzentwürfe vor.
Nach einer Tätigkeit als Mitglied der Versammlung von Metro Manila (National Capital Region) von 1978 bis 1984 war er von 1984 bis 1986 Mitglied der Nationalversammlung (Batamsang Pambansa).

### Außenminister und Vizepräsident
Zugleich war er zwischen 1984 und 1985 Außenminister in der Regierung Marcos und als solcher auch Leiter einer Delegation bei den Vereinten Nationen in New York City bei einer Konferenz über das Seevölkerrecht. Auf dieser Konferenz trat er für die Einführung einer Archipel-Doktrin ein, die die Philippinen und andere Inselstaaten begünstigt hätte. Nach der Akzeptanz der Archipelgewässer traten die Philippinen dann auch 1984 dem Seerechtsübereinkommen von 1982 bei.
Bei den Präsidentschaftswahlen vom Februar 1986 war er Vizepräsidentschaftskandidat von Marcos. Die Ausrufung von Marcos und Tolentino zu Wahlgewinnern und deren Vereidigung am 16. Februar 1986 löste dann am 25. Februar 1986 die EDSA-Revolution, benannt nach der  Epifanio de los Santos Avenue (kurz:EDSA), gegen die Regierung aus, die schließlich zur Flucht der Familie Marcos nach Hawaii und Wahl von Präsidentin Corazon Aquino führte.
Im Juli 1986 wurde Tolentino von einigen Hundert Anhängern von Marcos zum amtierenden Präsidenten proklamiert und erhielt dabei auch Unterstützung von Soldaten der Armee (Armed Forces of the Philippines, AFP), die sich zum Aufbau einer Rebellenregierung im "Manila Hotel" verbarrikadiert hatten. Als jedoch die erwartete breite Unterstützung ausblieb, nahm Tolentino mit seinen Anhängern die Niederlage an.
1992 wurde er nochmals zum Senator gewählt und gehörte dem Senat bis 1995 an.